# Denis Stoff

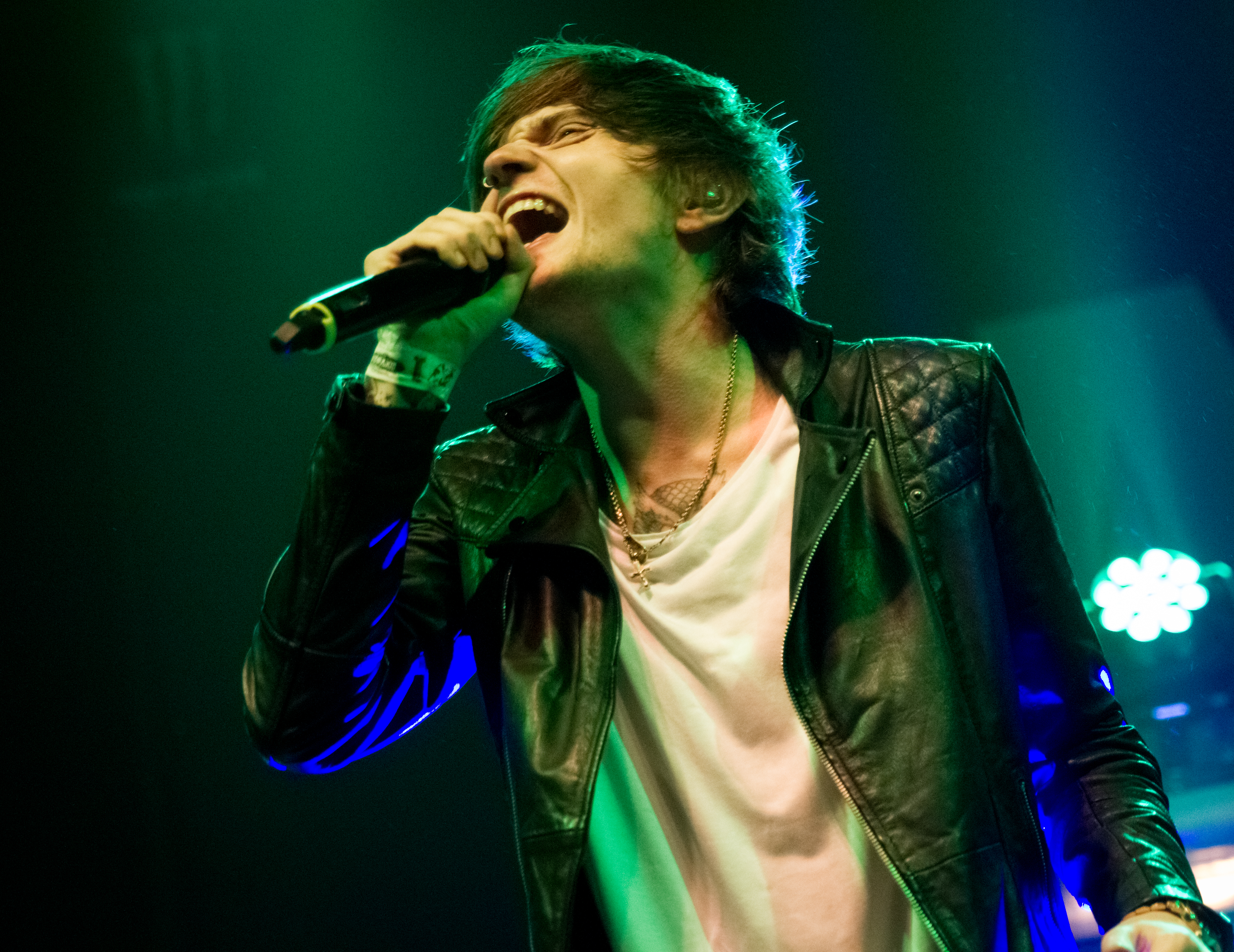
Denys Schaforostow mit Asking Alexandria bei Rock am Ring 2015

Denys Oleksandrowytsch Schaforostow (ukrainisch Денис Олександрович Шафоростов, * 4. Mai 1992 in Donezk, Ukraine), besser bekannt unter seinem Bühnennamen Denis Stoff, ist ein ukrainischer Rock- und Metalcore-Musiker. Er war Sänger der Bands Make Me Famous, Down and Dirty und war von 2015 bis 2016 der Frontmann der britischen Band Asking Alexandria.

## Karriere
Stoffs Karriere begann im Jahr 2010, als er sich der ukrainischen Trancecore-Band Make Me Famous als zweiter Sänger und Gitarrist anschloss. Dabei entdeckten die Musiker Stoff auf der Video-Plattform YouTube, wo er verschiedenste Vocal-Cover-Videos einstellte. Mit der Band brachte er im Jahr 2011 die EP Keep This In Your Music Player heraus. Nach einer Unterschrift beim US-amerikanischen Plattenlabel Sumerian Records folgte ein Jahr später die Veröffentlichung des Debütalbums It’s Now or Never. Ende November des Jahres 2012 wurde er wegen bandinternen Konflikten von den übrigen Musikern aus der Band geworfen, der Vertrag mit Sumerian Records wurde aufgelöst und die Musiker trennten sich.
Während die übrigen Musiker mit Oceans Red eine neue Band gründeten, gab Stoff im Oktober 2013 bekannt, mit Down and Dirty eine eigene Band ins Leben gerufen zu haben. Diese wurde zwischenzeitlich, wie Make Me Famous zuvor, von Sumerian Records unter Vertrag genommen. Mit Down and Dirty brachte er lediglich zwei Lieder heraus.
Nachdem der ehemalige Sänger von Asking Alexandria, Danny Worsnop, im Januar 2015 seinen Ausstieg aus der Band bekanntgab, wurde im Mai 2015 Stoff als neuer Frontsänger vorgestellt. Bereits vor der offiziellen Ankündigung wurden Spekulationen laut, dass Stoff den Posten des Frontsängers übernehmen würde, nicht zuletzt wegen der musikalischen Ähnlichkeit zwischen Asking Alexandria und Stoffs erster Band Make Me Famous. Die ersten beiden Konzerte, die die Gruppe mit Stoff spielen wollte, mussten aufgrund von Visa-Problemen abgesagt werden, sodass Stoff auf den Schwesterfestivals Rock am Ring und Rock im Park seine ersten Auftritte mit der Band absolvierte. Mit Asking Alexandria veröffentlichte Stoff im März 2016 das Studioalbum The Black.
Nach Wochen der Spekulationen wurden im Oktober 2016 die Gerüchte um die Trennung Stoffs von der Band Asking Alexandria durch den Gitarristen Ben Bruce bestätigt.

## Diskografie

### Mit Make Me Famous
- 2011: Keep This In Your Music Player (EP, Eigenproduktion)
- 2012: It’s Now or Never (Album, Sumerian Records)

### Mit Down and Dirty
- 2014: Move It! (Single)
- 2015: I Will Never Lose My Way (Single)
- 2017: Heaven Sent (Single)

### Mit Asking Alexandria
- 2016: The Black (Album, Sumerian Records)

### Als Gastmusiker
- 2011: Im Lied Limitless von Crown the Empire von der gleichnamigen EP
- 2012: Im Lied #OIMATEWTF von Capture the Crown aus dem Album ´til Death
- 2015: Im Lied Sink Your Teeth Into This von Conquer Divide aus dem gleichnamigen Debütalbum
- 2015: Im Lied Lucid Dreams von Forever in Combat